# Лодочников, Владимир Никитович
Владимир Никитович Лодочников (14 [26] мая 1887, Георгиевск, Терская область — 11 января 1943, Кисловодск, Орджоникидзевский край) — советский учёный-геолог и петрограф, доктор геолого-минералогических наук, профессор Ленинградского горного института (1922—1930).

## Биография

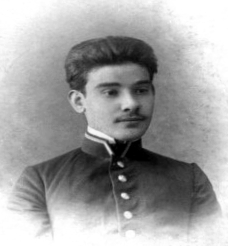
Студент Горного института, 1905

Родился 14 (26) мая 1887 года в городе Георгиевск, Терской области (ныне Ставропольский край), Российской Империи в армянской купеческой семье. После ранней смерти отца получал образование за счет благотворительного общества для бедных армян из средств Армянской церкви. 
В 1905—1916 годах учился на горном отделении Горный институт Императрицы Екатерины II в Петрограде. Окончил его в 1916 году по первому разряду, дипломная работа: «Описание горных пород в Зайсанском районе».
С 1918 года работал в Геолкоме, преобразованном в ЦНИГРИ, затем во ВСЕГЕИ.
В 1922—1930 годах был профессором Ленинградского горного института.
Занимался исследования горных пород на Алтае, в Восточных Саянах, на Кавказе.
Разработал классификацию серпентинитов и описал сопутствующие им полезные ископаемые. Обосновал влияние паров воды и газов на процесс кристаллизации горных пород.
Разработал методы исследования породообразующих минералов, включая серпентиниты и сопутствующие горные породы. Специалист в области петрологии, изучающей образование, происхождение, структуру и эволюцию горных пород, Лодочников изучал вопросы петрогенезиса. Он первым ввел «правило полярности» постмагматических процессов, предложил новые методы отображения состава многокомпонентных систем.
Написал несколько учебников по кристаллооптике, методикам исследования породообразующих минералов.
Скончался 11 января 1943 года в Кисловодске Орджоникидзевского края, был похоронен в Кисловодске.
В 1961 году его прах был перенесен в Ереван и захоронен в Пантеоне Армянской ССР.

## Память
В честь В. Н. Лодочникова были названы:
- плато на Таймырском полуострове (расположено к западу от залива Фаддея; название присвоено в 1947 году советским геологом М. Г. Равичем)[3];
- гора в Антарктиде (Земля Королевы Мод; 71°41′ ю.ш., 9°42′ в.д., открыта и нанесена на карту в 1959 г., названа не позднее 1965 г.)[3];
- вершина[уточнить] в горах Орвини в Антарктиде
- вулкан в Армении[уточнить]
- минерал «лодочникит» (разновидность браннерита)
- минерал «лодочниковит».